# Kalirejo (Kebumen)
Kalirejo is een bestuurslaag in het regentschap Kebumen van de provincie Midden-Java, Indonesië. Kalirejo telt 3886 inwoners (volkstelling 2010).